# ستيفاني لي
ستيفاني لي (هانغل: 스테파니 리) هي عارضة كورية جنوبية، ولدت في 14 سبتمبر 1993 في بوسطن في الولايات المتحدة.

## وصلات خارجية
- ستيفاني لي على موقع IMDb (الإنجليزية)
- ستيفاني لي على موقع قاعدة بيانات الفيلم (الإنجليزية)
- ستيفاني لي على موقع دليل عارضات الأزياء (الإنجليزية)